# 近鉄2610系電車
近鉄2610系電車（きんてつ2610けいでんしゃ）とは、近畿日本鉄道（近鉄）が大阪線・名古屋線の長距離一般列車用として1972年に導入した電車（一般車両）である。4扉車としては日本初のクロスシート車となった2600系、および近鉄通勤車初の新製冷房車であった2680系の量産版として登場した。
本稿では2610系と同年に近鉄のロングシート車で初の量産新製冷房車として大阪線・名古屋線に導入された2800系についても紹介する。

## 概要
1960年代当時の大阪線や名古屋線の急行は、2200系や2250系などの旧型車が運用されていたが、老朽化が進んでいたこと、特に2200系は戦前製で半鋼製車であることから、長大トンネル区間での保安面を考慮し、新型車を導入することになった。一方で普通列車についても、大阪線旧型車の1400形の代替として冷房装置を搭載した新規系列を導入することとなった。
2610系は3扉転換クロスシートの5200系の登場後はロングシート化が行われたが、4扉デュアルシートの5800系(L/Cカー)が登場した後は固定クロスシート車の、ロングシート車のトイレ増設、L/Cカー改造などの各種改造を経て現在でも多数の車両が在籍している。
解説の便宜上、本項では賢島寄り先頭車の車両番号+F（Formation=編成の略）を編成名として記述する（例：モ2611以下4両編成=2611F）。

## 構造
従来の大阪線・名古屋線用一般車両では走行機器の差異があり、一例として2410系など大阪線用は抑速制動を標準装備、1810系など名古屋線用は抑速制動を省略していたが、2610系・2800系では大阪線・名古屋線用が共通設計で投入されるようになった。

### 車体
2610系はクロスシートの2600系・2680系に準じて窓の高さが低い位置にあったが、ロングシートの2800系は2410系と同じ窓高さである。
座席は2600系では背摺りの低いビニール地のクロスシートであったが、2610系ではモケット張りに改良された。2800系は登場時よりロングシートである。落成時の化粧板の色は関西私鉄標準の薄茶色で、座席モケットはエンジ色である。

### 主要機器
走行機器は2430系と同様で、制御装置は電動カム軸式で1C4M制御の三菱製ABFM-214-15-MDH、主電動機も2430系と同じく出力155 kWの三菱製MB-3110-Aを搭載する。
ブレーキは発電併用電磁直通ブレーキ（HSC-D）で、大阪線の最大33パーミルの連続勾配がある宇陀山地や青山峠を跨ぐ運用を考慮して抑速制動を備えている。最高速度は110 km/hを確保している。

## 形式別概説

### 2610系
2610系は、大阪線で運用されていた2200系の老朽化に伴う代替と通勤圏拡大に伴う長距離輸送のサービス向上のため、試作的存在であった急行・団体用2600系、試作冷房車2680系の量産版として1972年に登場した。
1972年11月から1976年10月にかけて4両編成17本68両が製造された。新造時は全編成が明星検車区に配置され、2611F - 2620Fは大阪線用、2621F - 2627Fは名古屋線用として区分されていた。電算記号はX（10番台、X11 - X27）。
車内設備は2600系に準拠するが、各所に改良が加えられた。座席表地はモケットとなり、補助席は省略された。ボックス長を1,400 mmに拡大し、背摺りの高さを当時の一般的な固定クロスシート車と同等とし、混雑対策として立席面積を当時の近鉄標準のロングシート車の5 %減に留める設計を行っているが、肘掛けは省略された。長距離用として付随車のサ2760形にトイレが設置されている。
冷房装置は集約分散式ユニットクーラーで他にラインデリア、熱交換型換気装置（ロスナイ）が装備されている。最初の6編成 (2611F - 2616F) は2680系と同じ8,500 kcal/hのCU-15を5台とロスナイ1台搭載でキセ（カバー）は個別型であったが、1973年製の2617F以降は10,500 kcal/hのCU-19を4台とし、キセも連続型に変更された。同時に新製時から前面方向幕も装備されるようになった。
性能は2600系と同一であり、駆動装置や主電動機、制御装置、ブレーキ方式、集電装置の配置も2600系に準じている。集電装置は菱形パンタグラフのPT42をMc車に1基、M車に2基を搭載した。空気圧縮機と電動発電機はク2710形に装備した。
台車は2680系と同一の近畿車輛製KD-72系（制御車と付随車はKD-72E、電動車はKD-72Dを装着）を採用したが、2611F - 2616Fの制御車と付随車はKD-66C、2625F - 2627Fの制御車と付随車はKD-72G、電動車をKD-72Fを装着し、2621F - 2624Fの制御車と付随車は2200系から近畿車輛製の金属ばね台車KD-49Cを流用した。いずれの台車も両抱き式踏面ブレーキである。
2024年4月1日現在では2610系の廃車は発生しておらず、2611F・2612F・2617F・2621F・2626F・2627Fの6編成は富吉検車区、2613F - 2616F・2618F - 2620F・2622F - 2625Fの11編成は明星検車区に配置している。
| ← 大阪上本町・近鉄名古屋鳥羽 → |            |            |             |
| Tc ク2710形                    | M モ2660形 | T サ2760形 | Mc モ2610形 |

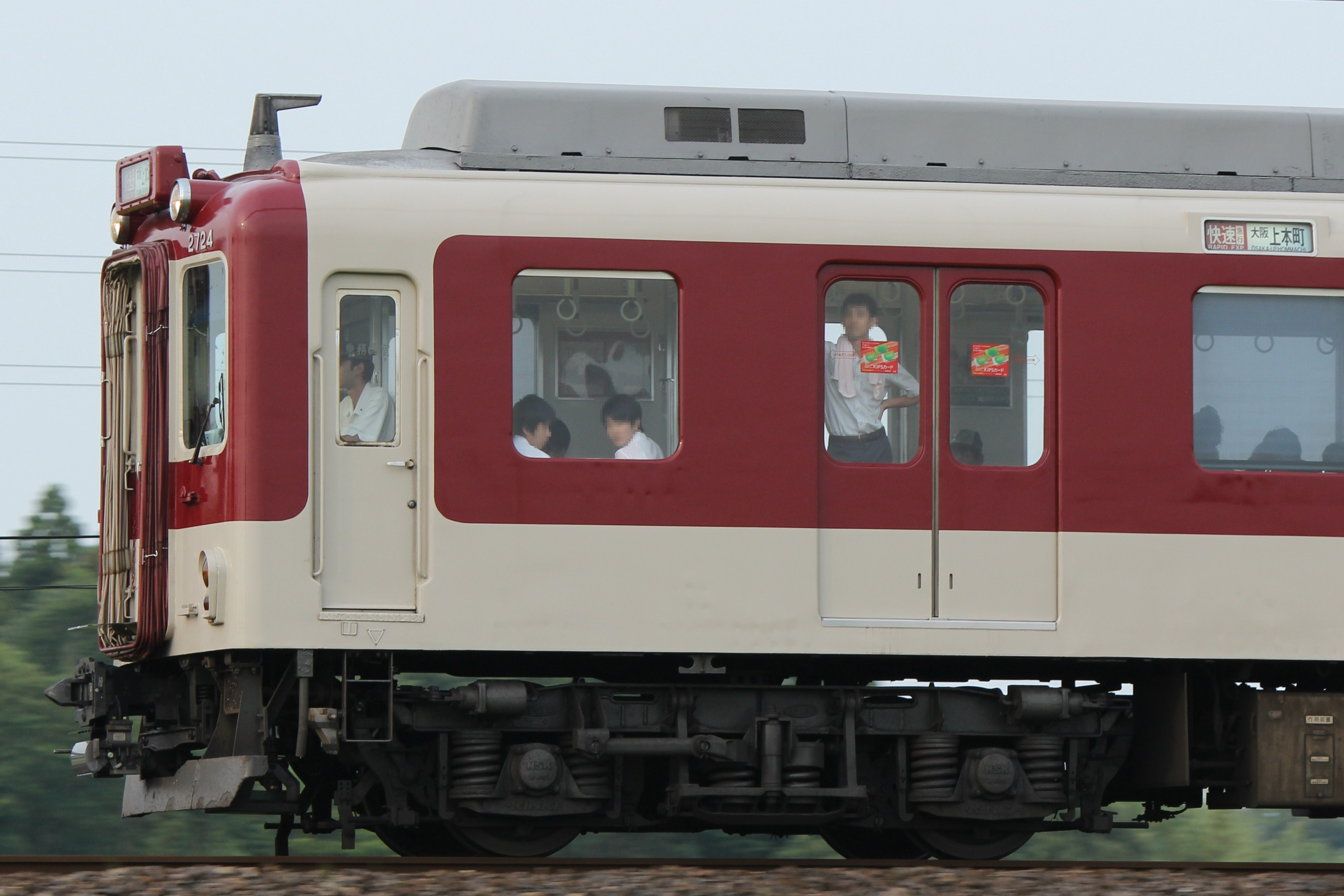
KD-49C台車を履く車両
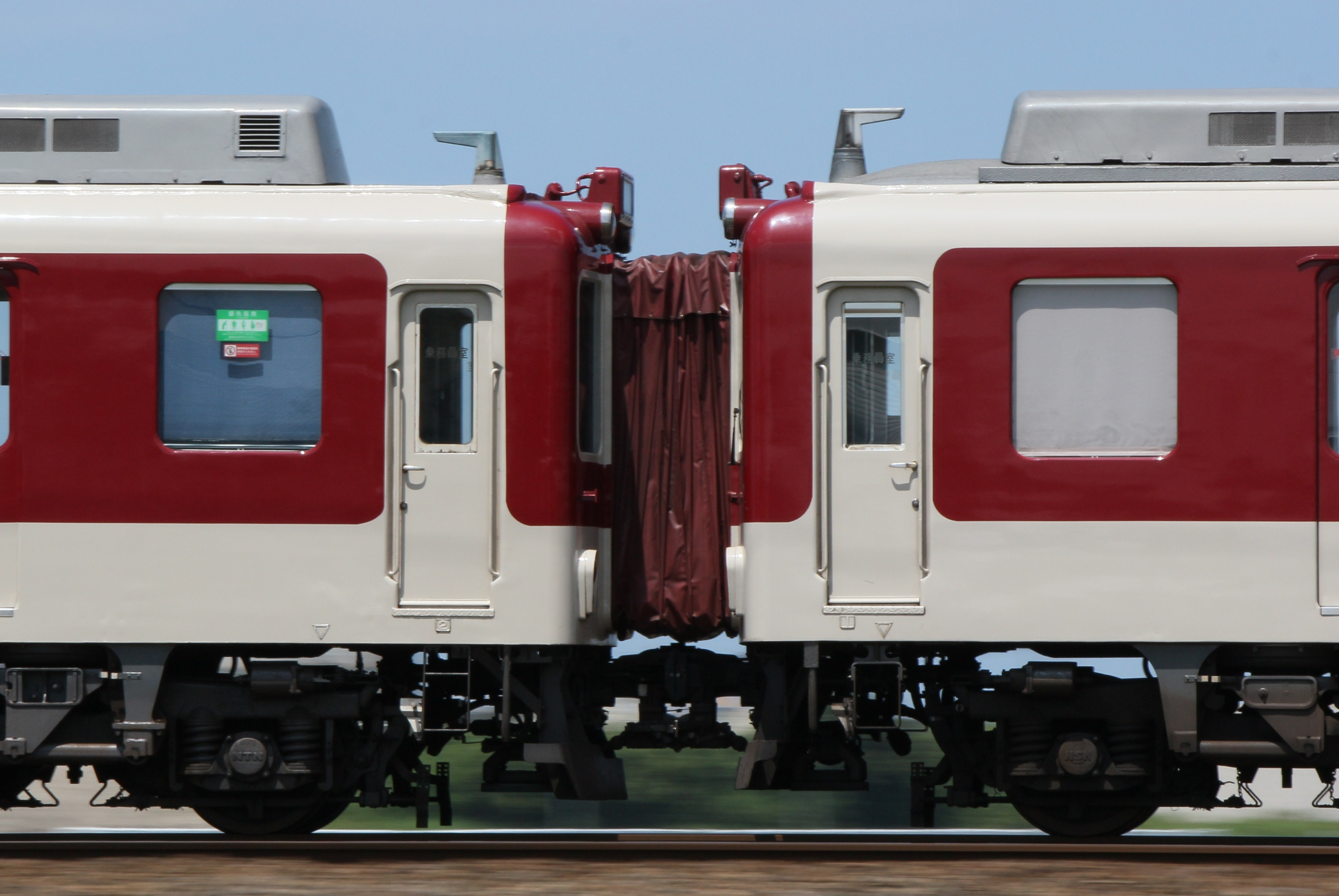
当初から冷房搭載のため屋根深さが2410系と異なる（左が2410系）

### 2800系
2800系はロングシートの新製冷房車として1972年7月から1979年11月にかけて2両編成2本、3両編成4本、4両編成11本の計60両が製造された。大阪線と名古屋線での共用が考慮された系列である。電算記号はAX（AX01 - AX17）。
大阪線の2430系に落成当初から冷房装置を搭載したもので、冷房装置は集約分散式ユニットクーラーで他にラインデリア、熱交換型換気装置が装備されている。なお、冷房装置は最初の4編成 (2801F - 2804F) のみ5台搭載だったが、1973年製の2805F以降は容量が増強され、4台搭載になった。座席はロングシートで、トイレは当初全編成で省略された。
電装品は2610系と同一であり、主電動機は出力155 kWのMB-3110、制御装置はABFMで1C4M制御を行う。
台車は2610系と同じくKD-72系（電動車はKD-72B、付随車はKD-72Cを装着）採用し、サ2950形サ2963以降のT車台車はKD-72E、最終増備車の2816F・2817FはM車・Mc車をKD-87、T車・Tc車をKD-87Aとした。
空気圧縮機はC-2000M型をク2900形とサ2950形、電動発電機はク2900型に装備した。1975年製の2809Fはサ2950形サ2959を抜いた3両編成運用も考慮しており、空気圧縮機がTc車に設置されている。
集電装置は2両編成はモ2800形に2基、3両編成と2809Fがモ2800形の運転席側に1基とモ2850形に2基、4両編成はモ2800形の連結側に1基とモ2850形に2基搭載する。菱形のPT42が基本であるが、2816F・2817Fは当初より下枠交差型のPT48である。
増備途中から設計変更が行われ、製造当初は方向幕が設置されていなかったが、1973年製の2805F以降は前面方向幕が設置された関係で、1977年製の2814Fまでは大型行先標取付ステーが省略された。1976年製の2812F以降は座席のひじ掛けが湾曲したパイプ式に変更され、座面を低めに奥行きを広くして座り心地の改善を図った。1977年製の2814F以降はロールアップ式ブラインドカーテンが一段階ストップ式から三段階ストップ式に変更された。1978年製の2815F以降は大型行先標取付ステーが設置された。1979年製の2816F・2817Fはパンタグラフが下枠交差式に変更され、更に取付位置も15cm車端よりに移った。また、前面下部に切り欠きがある。
2006年の編成両数の減車・名古屋線への転属時に2809Fから外されたサ2950形サ2959が廃車され、塩浜検修車庫で解体された。大阪線・名古屋線所属の機器流用車ではない新製冷房車では初の廃車・除籍である。
2024年4月1日現在ではサ2950形サ2959以外に廃車された車両は発生しておらず、2801F - 2804F・2809F・2817Fの6編成19両は明星検車区、2805F - 2808F・2810F・2816Fの6編成24両は高安検車区、2811F - 2815Fの5編成16両は富吉検車区に配置しており、計59両が在籍している。
|         | ← 大阪上本町・近鉄名古屋鳥羽 → |             |             |             |
| 2両編成 | Tc ク2900形                    | Mc モ2800形 |             |             |
| 3両編成 | Tc ク2900形                    | M モ2850形  | Mc モ2800形 |             |
| 4両編成 | Tc ク2900形                    | M モ2850形  | T サ2950形  | Mc モ2800形 |

- モ2862・2864とサ2951 - 2954・2962・2964は落成当初から欠番である[1]。

## 改造

### 2800系へのトイレ設置

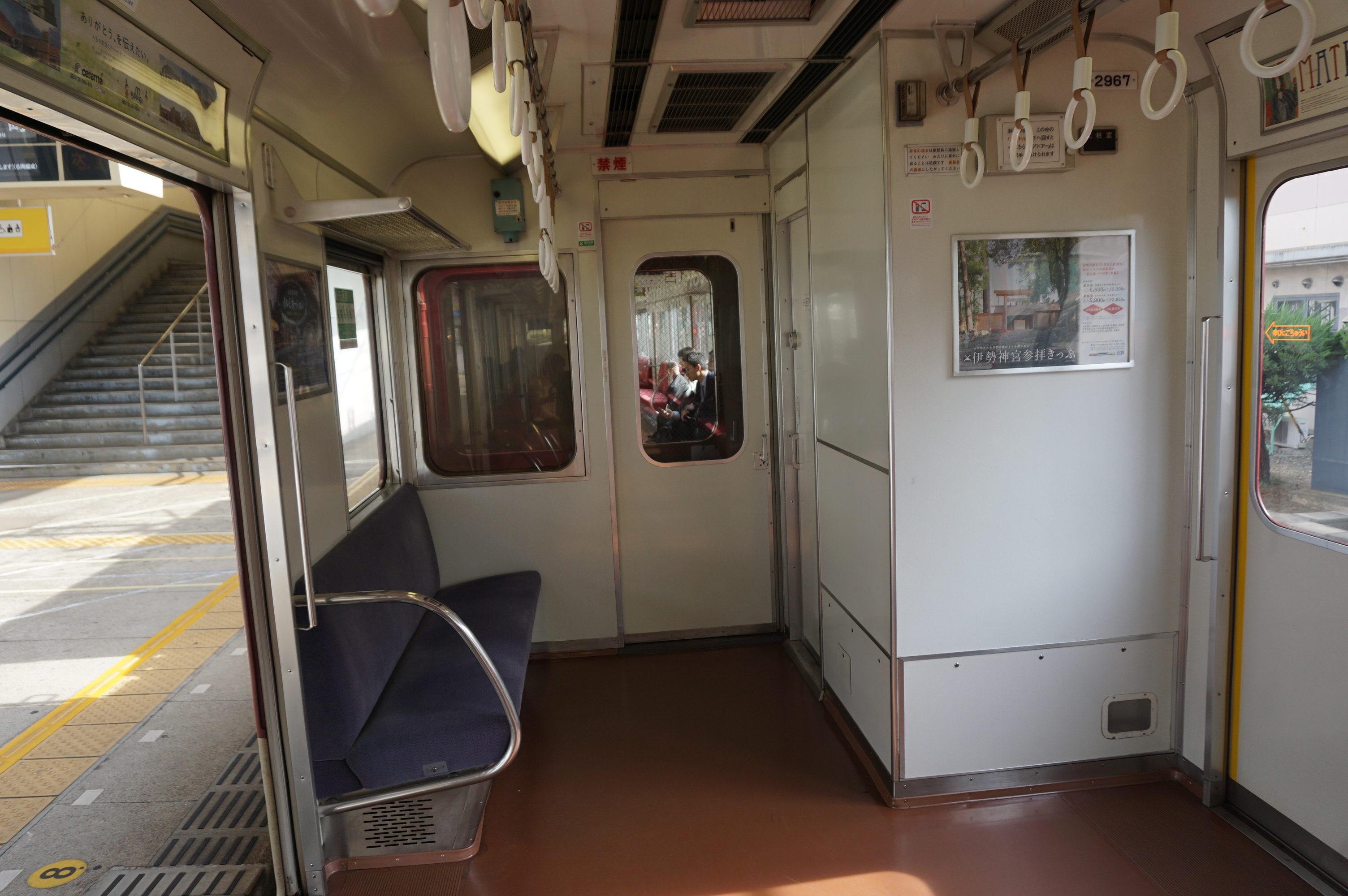
サ2967号車のトイレ部分

名古屋線急行で多用されていた2800系はトイレが省略されたことで、急行運用の際に問題が生じてきていた。1987年に2817F、1997年に2811F・2813F・2815Fの各編成でサ2950形へのトイレ設置が行われた。
トイレの位置は2817Fは2600系や1000系1001F・1002F（旧1200系1201F）と同じ場所、2811F・2813F・2815Fは2610系と同じ場所に設置された。室内の配色は2817Fのみ5200系（登場時）、2811F・2813F・2815Fは5800系と同一仕様である。処理方式は貯蔵タンク式である。

### 2610系の車体更新とロングシート化
1988年に3扉転換クロスシート車の5200系が登場すると、2610系の4扉クロスシートとの格差が目立つようになった。1991年から1995年にかけて2611F - 2620F・2622F - 2625Fに座席のロングシート化とトイレ前対面固定式クロスシートのシートピッチ拡大、1997年までに全編成に車体の内外装材交換と車体側面の方向幕設置とトイレの室内改修を中心とする車体更新が行われた。
ロングシートの背面高さは2600系列の窓框寸法に合わせて低めに取られたほか、車端部ロングシートは3人掛けと5人掛けとされている。肘掛けは最初に改造された2611FのみVVVFインバータ制御車1422系のものに準じたが、2612F以降の改造編成は旧式の湾曲したパイプ式となっている。

### 2800系の車体更新
2800系は1993年から1998年にかけて全編成に車体の内外装材交換と車体側面の方向幕設置、1998年に2816F・2817Fに乗降口の雨樋取付と乗降扉床面のノンスリップ化を中心とする車体更新が行われた。

### 「L/Cカー」への改造
近鉄では座席を閑散時はクロスシート、ラッシュ時はロングシートに切り替えできるデュアルシートを採用した「L/Cカー」を開発し、1996年に2610系2621Fが試作車として改造された。これが好評であったことから量産車が導入されることになり、1997年より5800系が新製されるとともに2610系・2800系のL/Cカーへの改造が行われた。2621Fに続き、1997年に2610系2626F・2627F、2800系は2811F・2813F・2815Fがそれぞれ車体更新時にL/Cカーに改造された。
内容はいずれも側面二枚窓中央のサッシの車体側の黒塗装化とブラインドカーテンのフリーストップ式化のほか、2800系2811F・2813F・2815Fでは連結側車端部の窓封鎖が行われた。
デュアルシートは日本国有鉄道（国鉄）の72系クハ79929号でも1972年に実験搭載されたほか、東日本旅客鉄道（JR東日本）では仙石線用205系3100番台の「2WAYシート」への改造車が存在する。近鉄以外の私鉄では東武鉄道の東上線有料列車「TJライナー」用50090型などでもデュアルシートが採用されている。
2010年7月から2012年1月にかけて定期検査時の車体再塗装時に車体客室窓下部に貼られていたL/Cマークが撤去されたが、車体運転台窓下部のエンブレムは存置されている。

### B更新
2000年から2015年12月にかけて2610系全編成に2回目の車体更新（B更新）が行われた。内容はいずれも車体連結部の転落防止幌設置のほか、2008年以降のB更新車ではク2710形連結側車端部の車椅子スペース設置が行われた。車内の内装デザインは、2611Fが白系の壁面に茶色系の床で、2612F - 2626Fが灰色系の壁面に茶色系の砂目模様の床で、2627Fが新仕様の灰色系の壁面に濃茶色系の床、ドアや妻面は黒系のデザインに変更されて出場した。
2800系は2008年3月から2019年9月にかけて全編成に2回目の車体更新（B更新）が行われた。内容はいずれも車体連結部の転落防止幌設置とク2900形連結側車端部の車椅子スペース設置のほか、車内の内装デザインは2610系2627FのB更新を皮切りに、2817Fのみ新仕様の灰色系の壁面に濃茶色系の床、ドアや妻面は黒系のデザインに変更された以外は、灰色系の壁面に茶色系の砂目模様の床で出場した。
L/Cカーも全編成でB更新が施工され、2008年から2015年12月にかけて2610系2621F・2626F、2800系2811F・2813F・2815Fで行われた。内容はいずれも座席のモケットおよび転換装置交換のほか、車端部ロングシートのヘッドレスト撤去は2610系2621Fのみ行われたが、2610系2626Fと2800系2811F・2813F・2815Fは省略されている。2627FはB更新の際に内装が黒色系にリニューアルされた。

### 2800系2809Fの3両編成化
2006年8月に2809Fが後述の名古屋線への転属時にサ2950形サ2959を抜いて3両編成に短縮した。

### 2610系の流用台車の交換
2008年から2014年にかけて2621F - 2624Fに連結されるク2710形・サ2760形の台車交換が先述のB更新時に行われた。交換された台車は空気ばね台車のKD-64Aで、奈良線用8000系の廃車発生品である。

### パンタグラフの交換
2013年以降、2621F・2625F・2626F・2627F・モ2660形モ2673のパンタグラフが下枠交差型に交換された。
2800系でも2013年以降2811F・2813F・2814F・モ2800形モ2802のパンタグラフが下枠交差型に交換された。このパンタグラフはシリーズ21のシングルアームパンタグラフへの換装で捻出されたものが使用されている。

### トイレの洋式化
2014年から2015年12月にかけて2624F - 2627Fにトイレの洋式化が先述のB更新時に行われた。ただし、2611F - 2623Fは従来の和式で存置されている。
2800系は2014年5月から2019年9月にかけて2800系2811F・2813F・2815F・2817Fにトイレの洋式化が先述のB更新時に行われた。

### 内装リニューアル
2016年にB更新を受けた2610系2627Fでは、リニューアル工事のコンセプトとしてリニューアル工事施工車両の改善内容をアピールすることを目的に、既存車両のコーポレートイメージ向上を図ると共に、インテリアデザインはシックで上品な高級感のある印象を目指したものとされた。
車内化粧板は客室側窓側は明るめグレー、車内妻面と乗降扉と仕切り壁は黒色を基調とした化粧板に交換した。車内床面は新規性を重視して茶色を基調とし、中央部からのドット柄を展開することによってグラデーションのように演出したデザインとした。
座席と優先席以外の車端部ロングシートのモケットは22000系更新車に準じたグレー系を基本に模様デザインを変更して背面に黒色を基調としたラインを追加し、優先席部分はオレンジ系に同じく黒色を基調としたラインを追加して黒色ラインの部分にはピクトグラムを入れて一般席との区別を容易とした。仕切り壁のモケットは座席の背面部分と同様の黒色系に交換した。
3200系と5200系など、VVVFインバータ制御車で行われたLED式車内案内表示器とドアチャイムの設置改造は省略されたものの、モ2627形を除いた各車両優先席部分の床面表示と6人掛けとなるモ2677形の優先席側にスタンションポールを設置し、優先席部分のつり革と仕切り壁握り棒をオレンジ色に交換して安全性の向上を図ると共に、側扉端部に黄色テープを配して床面を黄色を基調とした耐摩擦仕様に交換して視認性も向上させたものとされた。
座席のヘッドレストと肘掛けの化粧板は黒色に変更し、車端部ロングシートのヘッドレストを撤去し、ブラインドカーテンの開閉を容易とさせ、デザインを変更した。
冷房装置は更新前をそのまま使用し、L/Cシートと転換装置もB更新前を踏襲したが、運転席のモケットは客室と同様のデザインに変更した。

## 運用
2610系は新造から5200系登場までは大阪・名古屋 - 伊勢間の急行を中心に使用され、乙特急よりも停車駅の少ない臨時列車「高速・伊勢志摩」号でも運用された。
2610系・2800系は大阪線・名古屋線の双方に新製配置された。このほか、名古屋線では普通列車の17 m - 19 m級の旧形式車両の代替として10100系「新ビスタカー」の廃車発生品を流用した3両編成の2000系も1978年に投入されており、車体は2800系に準じている。名古屋線用には1972年に2200系から機器を流用した吊り掛け駆動車の1000系・1200系も登場している。
2610系は1998年時点では2611F・2614F - 2620F・2625Fが明星検車区、2612F・2613F・2622F - 2624Fが高安検車区、2621F・2626F・2627Fが富吉検車区の配置となっていた。5800系の登場に伴い、試作改造L/Cカーの2621Fおよび量産改造L/Cカーの2626F・2627Fは富吉検車区に転属した。これに伴い、名古屋線で運用されていた2622F - 2624Fは高安検車区、2625Fは明星検車区に転属した。
2800系3両編成の2801F - 2804Fと4両編成の2809F・2811Fと2両編成の2812F・2814Fは落成当初より大阪線所属だったが、2801F - 2804Fついては大阪線において、3両編成での運用がなくなったため、1998年、2809Fについては先述の編成両数の減車時に高安検車区から明星検車区、2811Fについては車体更新・L/Cカー改造後、2812F・2814Fについては2013年7月に1810系1822F・1823Fの廃車代替として高安検車区から富吉検車区に転属した。
2800系4両編成の2813F・2815F・2817Fは落成当初より名古屋線所属だったが、5200系の増備に伴い、1990年に富吉検車区から高安検車区に転属した。しかし、2813F・2815Fについては車体更新・L/Cカー改造後、高安検車区から再び富吉検車区、2817Fについては2004年2月に高安検車区から再び富吉検車区、2014年9月21日のダイヤ変更による名古屋線急行の運用変更に伴い、富吉検車区から明星検車区、2020年3月14日のダイヤ変更による名古屋線急行の運用変更に伴い、明星検車区から三度富吉検車区、2024年3月16日のダイヤ変更による大阪線の10両編成廃止に伴い、再び富吉検車区から明星検車区に転属した。

### 大阪線
- 4両編成車両

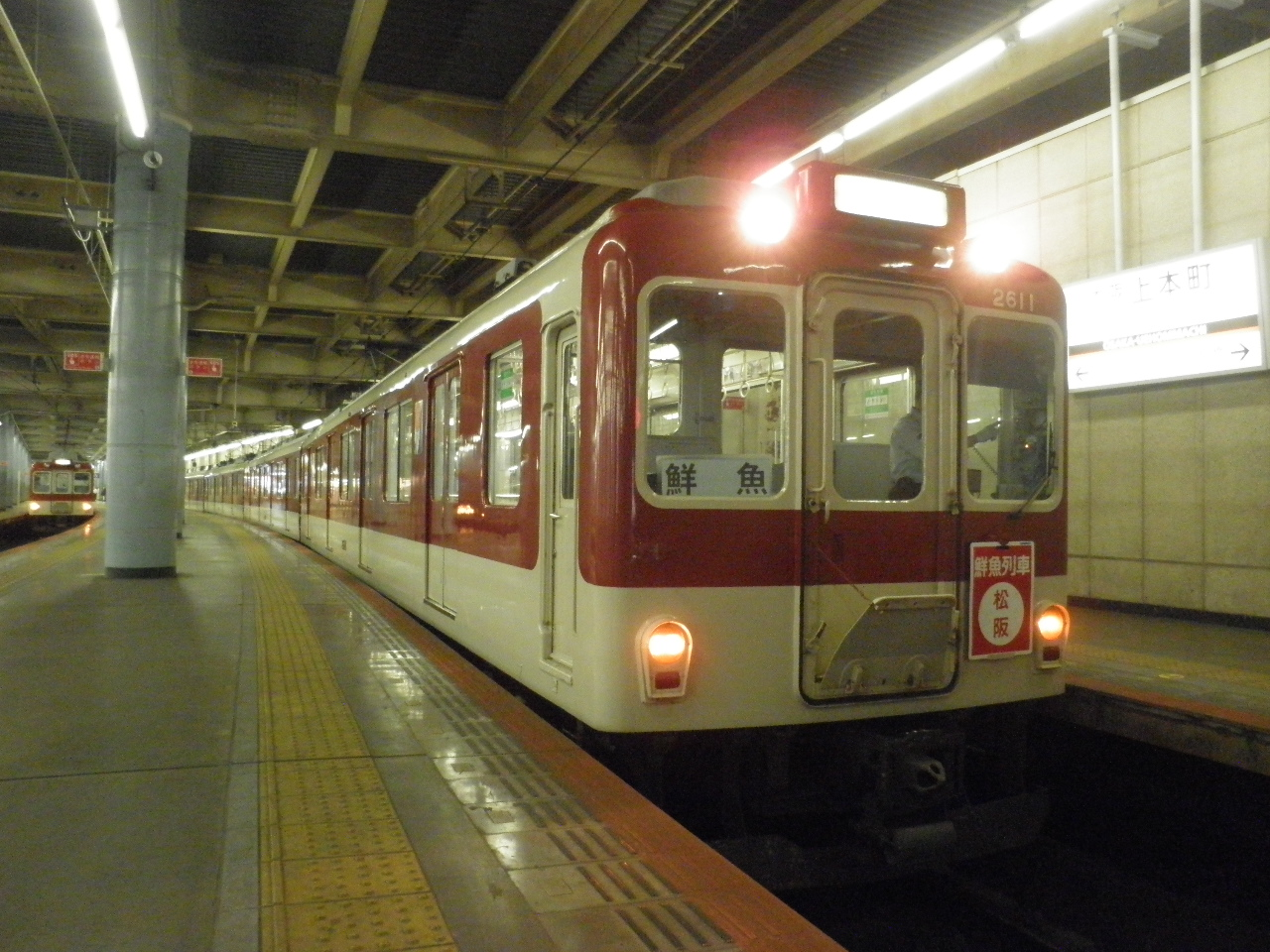
X11編成による鮮魚列車の代走

- 2610系2613F - 2616F・2618F - 2620F・2622F - 2625F
- 2800系2805F - 2808F・2810F・2816F・2817F

通常の定期運用では1620系など4両編成車と共通運用で、単独編成のほかに2本併結の8両編成や他形式併結の6 - 10両編成でも大阪上本町駅 - 青山町駅間を中心に快速急行から普通列車まで種別を問わずに運用されている。
2610系および2800系トイレ付きロングシート車は上記運用のほかに大阪線急行の主力車両として青山町駅以東でも運用されているが、5200系およびL/Cカーの共通予備車とされているため、これらが車両検査や団体運用などで定期運用を離脱した場合は代走することもあり、大阪・名古屋線共に急行の予備編成も兼ねており、名古屋線所属の4両編成車が検査などで不足の際には名古屋線の運用に入ることがある。また、鮮魚列車が運行されていた頃は専属の2680系の予備車にもなっていた。
2800系トイレ無しロングシート車は混乱時以外では新青山トンネル越え運用に充当されない。

### 名古屋線
- 2両編成車両
- 2800系2812F・2814F

通常の定期運用ではワンマン運転対応改造の行われていない1233系、1430系と共通運用で、名古屋線の準急・普通列車に編成単独および他形式併結の2両 - 5両編成で使用されるほか、急行の増結編成にも使用されている。
大阪線時代は2410系と共通運用で、名古屋線には1往復のみ急行・準急の増結編成として乗り入れていた。編成単独による名張駅 - 伊勢中川駅間の普通列車、信貴線ではほとんど運用されていなかった。
- 3両編成車両
- 2800系2801F - 2804F・2809F

名古屋線の準急・普通列車を中心に、朝・夜間には山田線 (車掌乗務) でも運用されている。
- 4両編成車両
- 2610系2611F・2612F・2617F・2621F・2626F・2627F
- 2800系2811F・2813F・2815F

通常の定期運用では1400系1407Fおよび1200系1211F・1212F、5800系5812Fと共通運用で、他形式の2両編成車と併結した6両編成で近鉄名古屋駅 - 鳥羽駅間の急行を中心に運用されている。トイレが設置されている関係上、団体貸切列車に使用される際は志摩線や天理線などの通常は運用されない線区にも入線する事があり、2009年以降は志摩線活性化の一環として、「ペンギン列車」、「サイクルトレイン」といった臨時・団体貸切列車での志摩線へ乗り入れる機会が多くなっている。
2817Fは鮮魚列車の代走には起用された実績はない。
座席運用についてはクロスシート運用とロングシート運用が混在している。

## アートライナー
- 2627F 志摩スペイン村『不思議の国のアリス』（2007年5月 - 2008年3月）
- 2809F：名泗コンサルタント（2016年3月1日[44] - ）
- 2811F：赤塚「FFCパイロゲン」（2006年3月 - 2007年12月）→多気郡明和町日本遺産活動推進協会「祈る皇女斎王のみやこ 斎宮」（2016年6月28日[45] - 運転終了）
  - 明和町ラッピング列車についてはク2911・モ2861の2両のみがラッピング車両となっている[45]。
- 2817F：志摩スペイン村「ピエロ・ザ・サーカス」（2008年5月 - 2009年8月）